# Marquesado de Vega Florida
El marquesado de Vega Florida es un título nobiliario español creado el 2 de mayo de 1691 por el rey Carlos II en favor de Gómez de Figueroa Lasso de la Vega, gentilhombre de boca del rey y caballero de la Orden de Santiago.
En 1953, durante el gobierno de Francisco Franco, fue rehabilitado en persona de Luis Fernández de Córdova y Villate. Actualmente, el título lo ostenta su nieto, Luis Ramón Fernández de Córdova Briceño.

## Marqueses de Vega Florida
|                                     | Titular                                 | Periodo                |
| Creación por Carlos II              | Creación por Carlos II                  | Creación por Carlos II |
| ----------------------------------- | --------------------------------------- | ---------------------- |
| I                                   | Gómez de Figueroa Lasso de la Vega      | 1691-¿?                |
| Rehabilitación por Francisco Franco |                                         |                        |
| II                                  | Luis Fernández de Córdoba y Villate     | 1956-¿?                |
| III                                 | Luis Ramón Fernández de Córdoba Briceño | 2007-hoy               |

## Historia de los marqueses de Vega Florida
- Gómez de Figueroa Lasso de la Vega, I marqués de Vega Florida, gentilhombre de boca del rey, caballero de la Orden de Santiago (1648),[3] corregidor de Granada por nombramiento real del 28 de mayo de 1696.[4] Era hijo de Pablo de Figueroa Lasso de la Vega y Francia, gobernador de Martos y caballero de la Orden de Calatrava desde 1633.[3]

Casó con María Antonia Lasso de la Vega, hija de Pedro Lasso de la Vega y de Elena Lasso de la Vega.
El 3 de febrero de 1956, tras decreto del 23 de octubre de 1953 (BOE del 12 de noviembre), sucedió, por rehabilitación:
- Luis Fernández de Córdoba y Villate, II marqués de Vega Florida, III marqués del Zarco.[1]

Casó con Ángela Cruzat y Suárez de Argudín. El 24 de enero de 2007, tras solicitud cursada el 15 de noviembre de 2004 (BOE del 14 de diciembre) y orden del 20 de noviembre de 2006 para que se expida la correspondiente carta de sucesión (BOE del 13 de diciembre), le sucedió su nieto:
- Luis Ramón Fernández de Córdoba y Briceño, III marqués de Vega Florida, IV marqués del Zarco.